# 法拉利罗马
法拉利罗马（F169型）是意大利制造商法拉利生产的一款豪华旅行车。它采用前置中置发动机、后轮驱动布局，并配备了涡轮增压 V8 发动机以及 2+2 座椅配置。该车基于法拉利 Portofino 打造，在法拉利跑车系列中定位于 Portofino 和 F8 Tributo 之间。
该车以意大利首都罗马命名，最初于2019年11月13日通过网络进行了发布，采用的是轿跑车的车身风格。  第二天，法拉利在罗马发布了这款车。 Roma 的软顶敞篷版于 2023 年推出。

## 设计

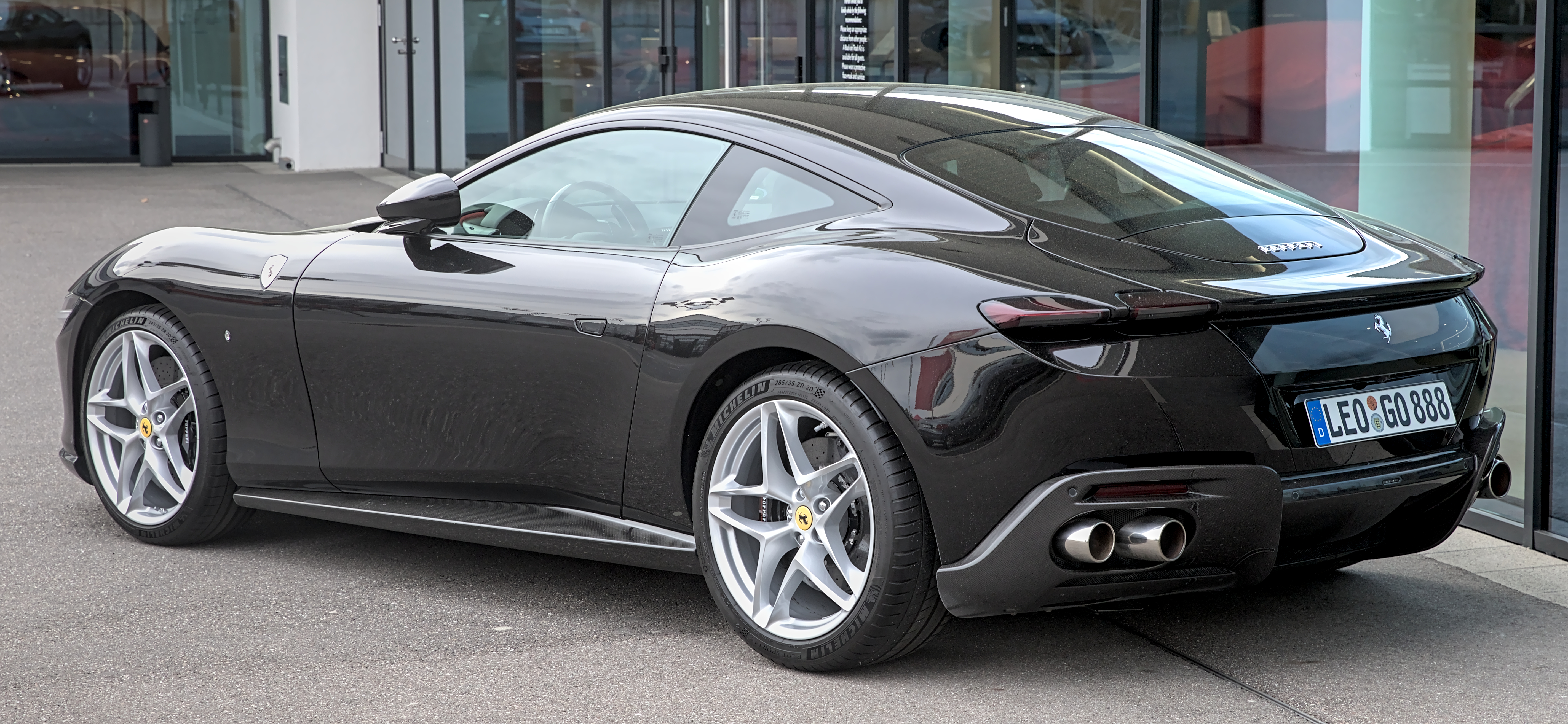
后视图

外观设计受到法拉利250 GT Lusso和250 GT 2+2大型旅行车的影响。 罗马的设计特点包括齐平的门把手、前后部的细长LED灯，以及在汽车轻柔驾驶时处于齐平位置的主动式后扰流板。 该车的设计荣获红点奖。  

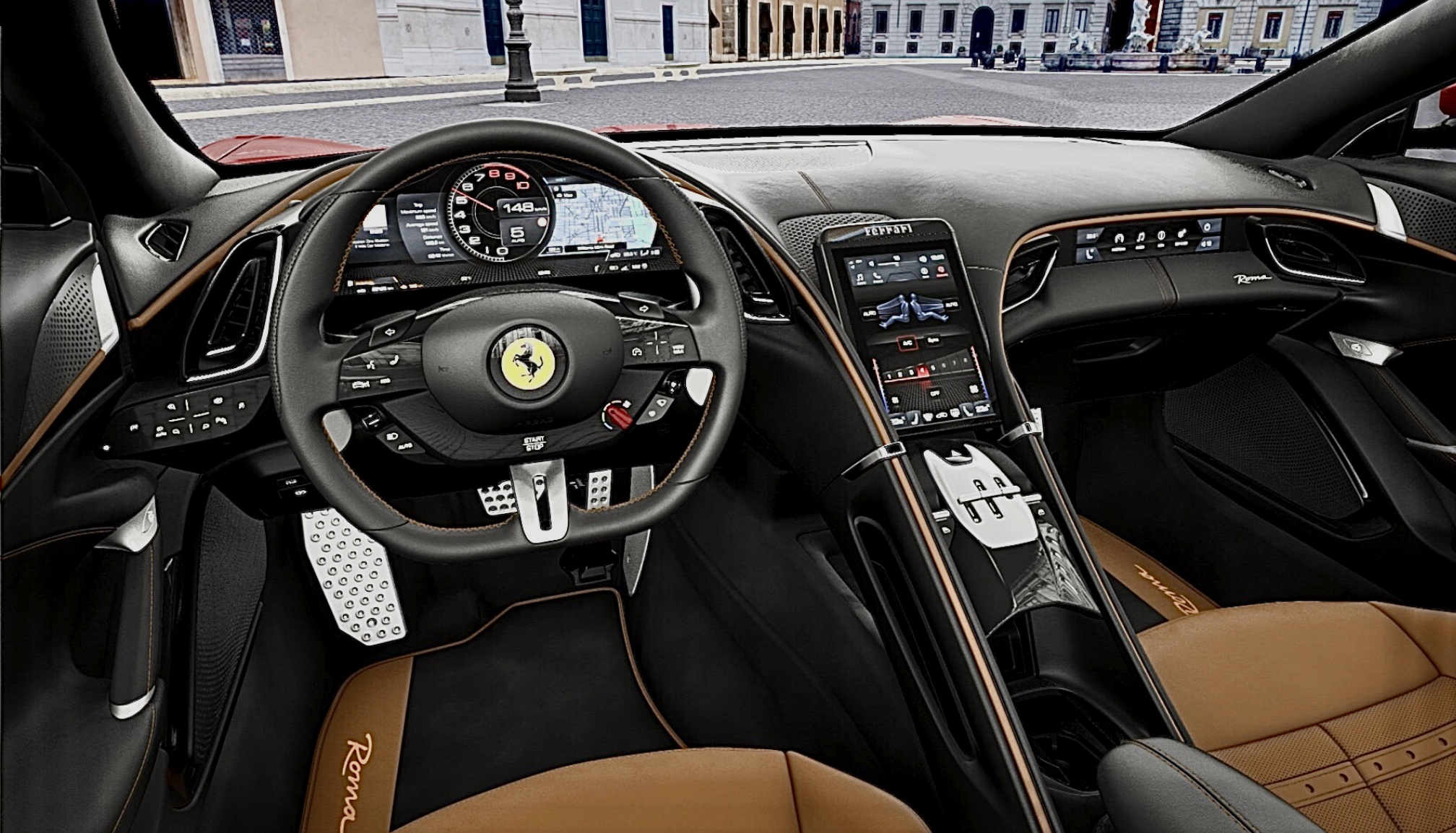
罗马双驾驶舱内饰

法拉利将其内饰描述为“2+”布局，意味着后座区域相对较小。仪表盘专为驾驶员设计，配备了数字显示器（一个16.0英寸的环绕式触摸屏），以及一个多功能方向盘（这两者均与SF90 Stradale共享）。穿过车辆中心的装饰板将驾驶员和乘客区域分隔开，并且与仪表盘融为一体。中控台上装有一个8.4英寸的纵向触摸屏，用于操作汽车的大多数功能。
车辆还配备了第三个水平触摸屏，该屏幕可以集成到乘客一侧的仪表盘上。这个显示屏使乘客能够控制暖通空调、多媒体和导航系统，并且还可以查看车辆的性能参数。
新设计的车钥匙增加了一项功能，使得驾驶员能够通过简单地按下门把手附近的按钮来开启车门，这个按钮设计得与车门表面齐平，易于操作。     

## 规格与性能
罗马搭载的法拉利F154型发动机拥有3,855立方厘米（3.9升）的排量，这是一款涡轮增压的90度V8发动机，采用双顶置凸轮轴（DOHC）的设计。罗马的F154BH型号发动机的功率为620马力（PS），相当于456千瓦（kW）或612马力（hp），最大功率在5,750至7,500转/分的范围内产生。其扭矩为761牛顿米（N·m），相当于561磅-英尺（lb·ft），扭矩峰值在3,000至5,750转/分之间出现。这个3.9升的V8涡轮增压发动机以其出色的功率输出和相应的扭矩表现而闻名。涡轮增压器的应用旨在最小化涡轮迟滞，同时提供广泛的扭矩曲线，确保在几乎任何发动机转速下都能获得强劲的动力输出。 

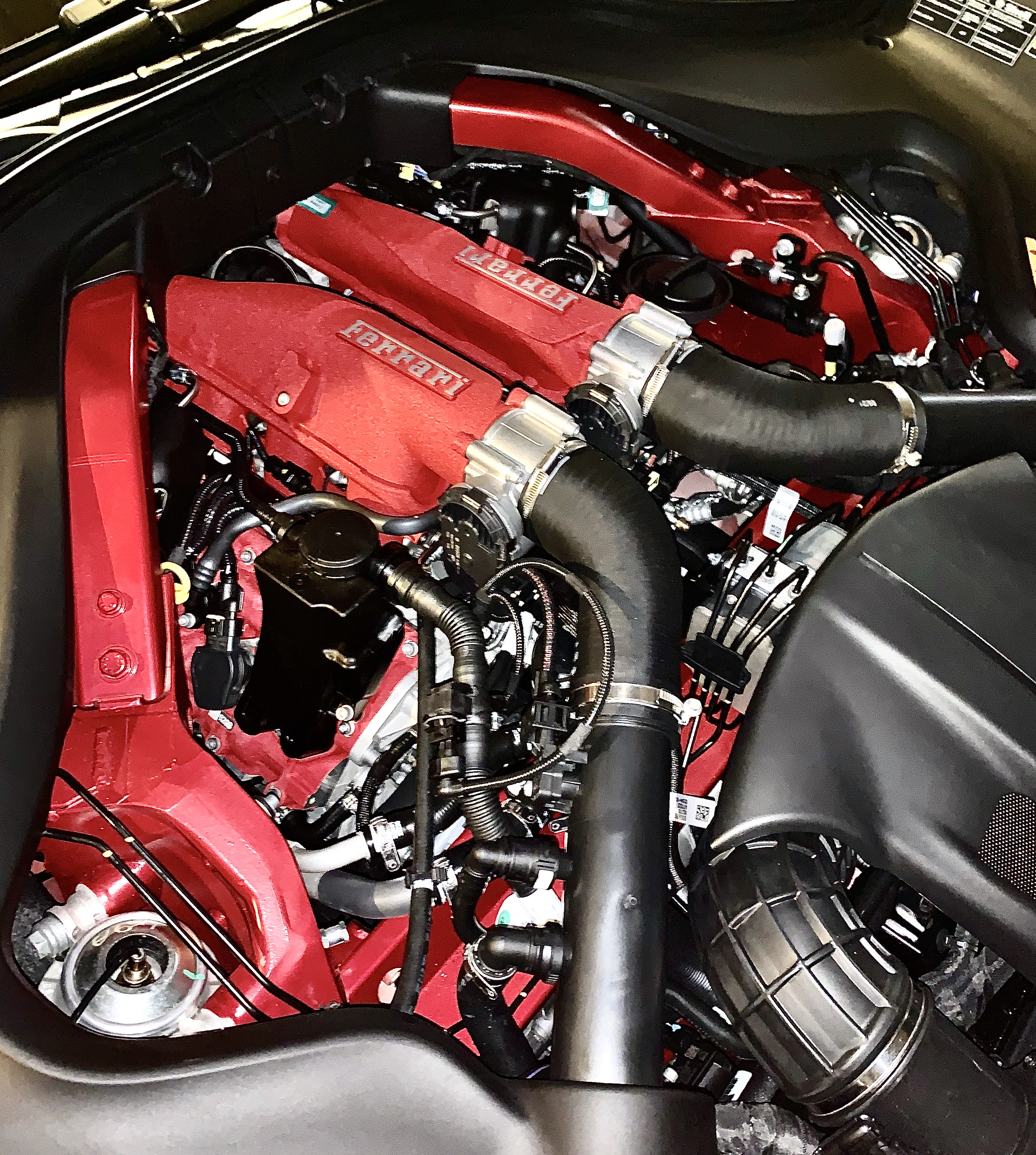
法拉利 Roma 154 型发动机

强制进气系统采用双并联水冷涡轮增压器和两个空对空中冷器。干式油底壳润滑系统有助于防止高重力操作期间出现缺油现象。 
该发动机配备了一款新型的8速双离合F1变速箱，此变速箱与SF90 Stradale使用的是相同的。这款新设备能够实现更快的中间齿轮加速，以及为高速公路巡航设计的长齿比高档齿轮。法拉利表示，相比于先前的7速装置，新的三挡横向拉力提高了15%。变速驱动桥装备了电子差速器和机械式倒挡装置，而这与SF90使用的电动机倒挡有着明显的区别。新设计的变速箱体积比Portofino中使用的7速变速箱更小，且重量减轻了6公斤（约13磅），据称这可以实现更迅速且平顺的换挡体验。重量减轻在很大程度上得益于采用了干式油底壳设计，以及紧凑的初级合金油箱紧密地围绕在各个发动机部件周围。 

### 重量
罗马的设计重量为200（441磅）低于 Portofino，但基于相同平台。这是通过更坚固的车身结构和整体使用更轻的部件来实现的。法拉利声称，与Portofino相比，罗马上使用的零件有 70% 是新的。加上轻量化部件，汽车的干重为1,472（3,245磅） 。其整备质量（不含驾驶员）为1,570（3,461磅） 。公布的重量分布是前部 50%，后部 50%。 

### 空气动力学
动态尾翼在高速时自动激活，帮助车辆产生下压力。机翼的三个位置是低阻力（齐平（0-100 kph）、中下压力（100-300 kph）和高下压力（100-300 kph 转弯和制动）。最大部署额定为95（209磅） 250 km/h（155 mph）时的下压力 。后扰流板配有一对车身底部涡流发生器，可产生地面效应并管理前轮的尾流，以确保有效的负载管理。 

### 表现
罗马公布的最高速度> 320 km/h（199 mph） 。性能数字包括100 km/h（62 mph）加速时间为 3.4 秒， 200 km/h（124 mph）加速时间为9.3秒。 Roma 的干重功率比为 2.37，是同级别中最好的 千克/CV（5.3 磅/马力）。    

## 法拉利罗马Spider

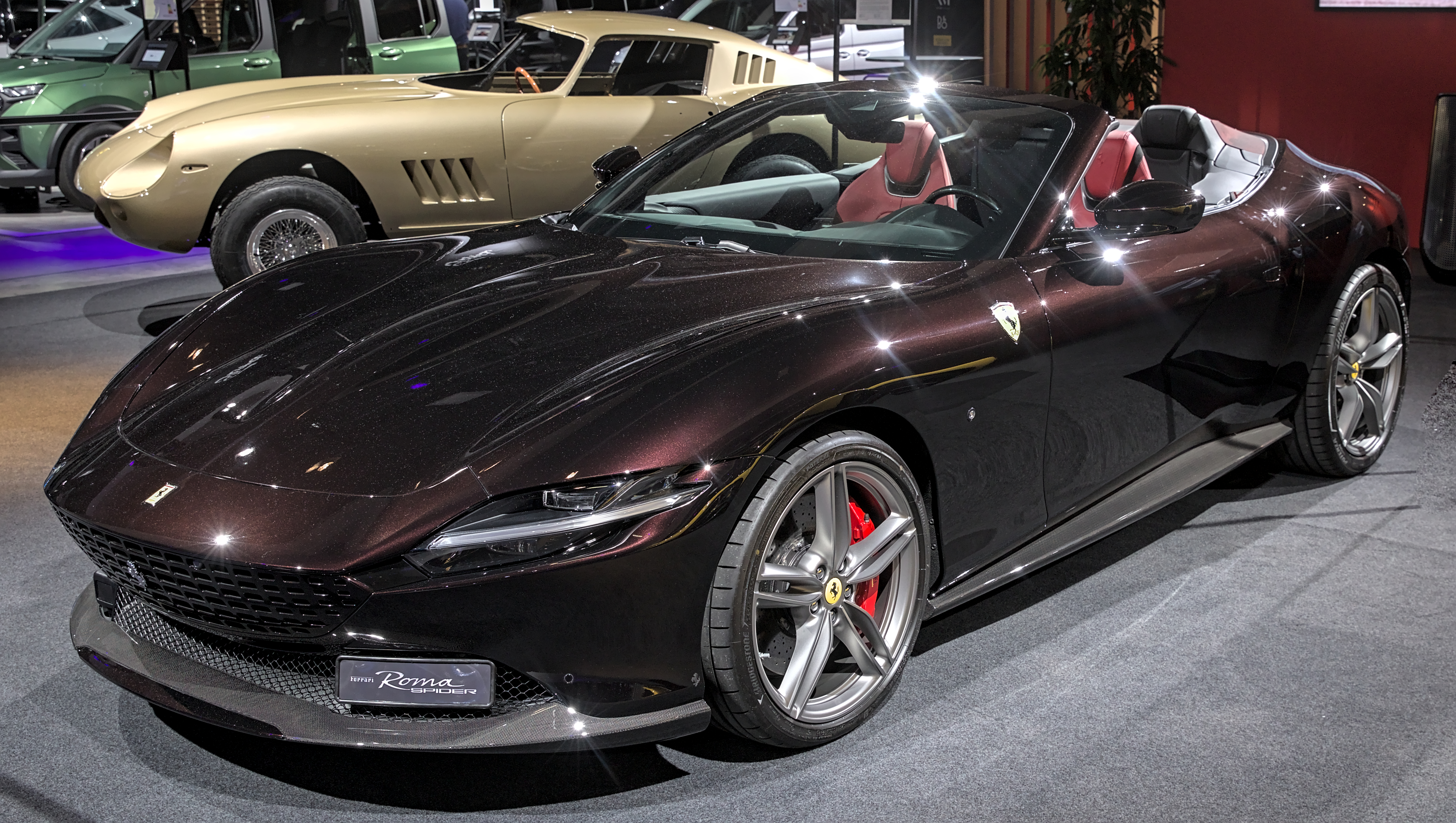
Ferrari Roma Spider

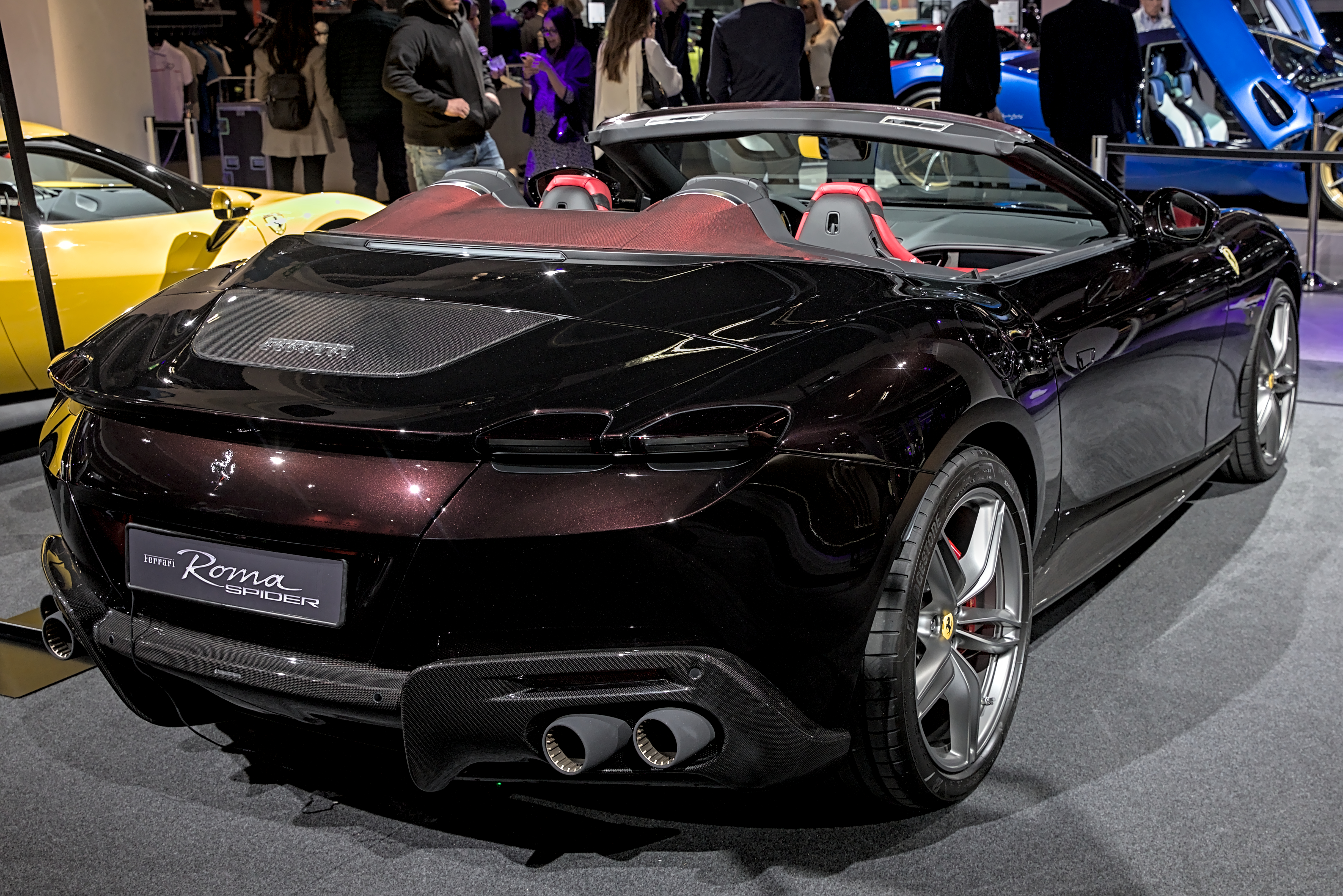
法拉利 Roma Spider 后视图

2023 年 3 月，法拉利发布了 Roma Spider。它旨在成为法拉利 Portofino的替代品。以成功的法拉利 Roma 为基础，新款 Spider 车型采用软顶。这标志着自 1969 年 365 GTS4 推出 54 年后，软顶车型再次回归前置发动机法拉利。 

## 市场
罗马最初推出的基本价格为 218,670 美元（2020 美元）。典型的最终扩建配置范围可能从 27 万美元到 31 万美元不等。法拉利估计 70% 的买家将是法拉利的首次客户。他们表示，Roma 的目标市场是保时捷 911 和阿斯顿·马丁市场。 整体设计主题是“低调优雅”，与传统的法拉利公路车有些背离。

## 奉献与奖励
罗马于2019年11月14日在罗马大理石体育场举行的国际活动期间公开亮相。 2020 年，它出席了罗马宣布为统一意大利首都 150 周年纪念活动。 
法拉利罗马于2020年荣获红点奖，以表彰该车的设计。红点奖表示：“通过放弃所有多余的细节，法拉利罗马的设计实现了形式上的极简主义，体现了这款跑车永恒优雅的特点。”  
《Auto&Design》杂志授予罗马2020年最佳量产车设计奖国际汽车记者小组表示，Roma 对 Gran Turismo 汽车的经典线条进行了重新诠释，并通过其感性、引人回味和前沿的设计把它带入了21世纪。 
2021 年 Esquire 汽车奖将法拉利罗马评为年度最佳设计汽车。 